# Юмыш (верхний приток Бабки)
Юмыш — река в Пермском крае, правый приток реки Бабка, впадает в неё в 42 км от устья. Длина реки 24 км.

## География
Истоки реки в урочище Мишина Деревня севернее села Богородск. В верховьях имеет название Малый Юмыш, поскольку неподалёку, западнее села, находится исток ещё одного притока Бабки с названием Юмыш, впадающего в неё в 19 км ниже по течению. Юмыш течёт по границе Пермского и Кунгурского муниципальных округов. Впадает в Бабку около деревни Мартыново Кунгурского муниципального округа.

## Данные водного реестра
По данным государственного водного реестра России, река Юмыш (относится к Камскому бассейновому округу. Водохозяйственный участок реки — Сылва, речной подбассейн реки — бассейны притоков Камы до впадения Белой, речной бассейн реки — Кама.
Код водного объекта — 10010100812111100013705